# بانک تی‌اس‌بی
بانک تی‌اس‌بی (انگلیسی: TSB Bank) شرکت خدمات مالی و بانکداری بریتانیایی است، که در سال ۱۸۱۰ تأسیس شد.